# 元朗天主教小學
元朗天主教小學（英語：Catholic Primary School, Yuen Long；原英文校名為Yuen Long Primary Catholic School），為香港一所已停辦的津貼小學，位於新界元朗元朗邨內，於1967年創立，2000年因屋邨受整體重建計劃影響而停辦。

## 歷史
此校為元朗邨內兩間「火柴盒」小學之一，於1967年9月創立。
自創校起絕大部分時間，此校均分為上、下午校授課，直至1997年起才改為全日制。
隨著政府重建元朗邨，此校曾申請同區天水圍新市鎮的新校舍重置，但申請一直膠著，且最後不果。因此，此校於1999年停收小一，至2000年暑假正式停辦，但仍較原定的結校時間遲兩年。

## 校舍
此校為一座附建於第四型徙置大廈的「火柴盒」小學，不計地下共有5層，設有24間課室，並與元朗邨第3座走廊相連。
隨着元朗邨重建，校舍亦於2001年連同周邊樓宇被一併拆卸。

## 歷屆行政人員

### 校監
- 余遠之 神父（1967年-1969年，創校校監）[2]
- 謝鳴之 神父（1969年-1970年）[8]
- 楊靖文 神父（1970年-？，兼下午校校長）[9]
- 張德凱 神父[10]
- 嘉畢主 神父
- 陳子殷 神父[11]
- 格普黎 神父[12]
- 陳繼賢 先生（？-1998年）[4]
- 施永泰 神父（1998年-2000年，末任校監）[6]

### 校長

#### 上午校
- 陳一東 議員（1967年[2]-1997年，上午校唯一一任校長）

#### 下午校
- 陳一東 議員（1967年-1970年，創校校長）
- 楊靖文 神父（1970年-？）
- 伍漢鉅 先生[12]（？-1994年）[13]
- 黃醒秋 女士[14]（1994年-1997年，末任下午校校長）[註 3]

#### 全日
- 劉聖南 先生（1997年-2000年，全日制唯一一任校長）[6][註 4]

## 著名/傑出校友
- 游飈（小六畢業）：前無綫電視及香港電視網絡男演員[註 5]
- 姜皓文（肄業）：前亞洲電視男演員

## 註解
1. 1 2  為1998年暑假數字[1]
2. ↑  按照報導時間、該校已改行全日制一事及「原區」描述，該等校舍即指獅子會何德心小學及天水圍循道衛理小學現址。
3. ↑  由溥仁學校轉職。
4. ↑  停辦後調至同系天主教博智小學，出任下午校校長。
5. ↑  有關游飈的母校資料，出自香港電台第二台廣播節目《守下留情》於2016年10月24日至28日播出的「大時代經典系列」。